# Jerzy Krzywicki
Jerzy Leon Krzywicki, ps. Jerzy Rawicz (ur. 12 czerwca 1917 w Łodzi, zm. 3 października 2005 w New Canaan, Connecticut, USA) – historyk filozofii, profesor, tłumacz, kierownik Polskiej Sekcji Radia Wolna Europa.

## Życiorys
Urodził się w Łodzi, w rodzinie Leona i Janiny z Weintaubów. Na stopień podporucznika rezerwy został mianowany ze starszeństwem z 1 stycznia 1938 w korpusie oficerów łączności. Został zmobilizowany do pułku radiotelegraficznego. Wziął udział w kampanii wrześniowej. 18 września 1939 w Puszczy Kampinoskiej dostał się do niewoli niemieckiej. Został osadzony w Oflagu II A Prenzlau.
Po wojnie pozostał na emigracji; zamieszkał w Stanach Zjednoczonych. Od 1951 do 1958 pracownik Polskiej Sekcji Radia Wolna Europa w Nowym Jorku, w tym od 1955 do 1956 jej dyrektor. Profesor filozofii, wykładowca (m.in. na University of North Carolina, Boston University, City University of New York (Queens College). Odznaczony m.in. Krzyżem Kawalerskim Orderu Zasługi Rzeczypospolitej Polskiej.